# 徐立朝
徐立朝（1566年—1600年），號鳳寰，湖廣武昌府興國州大冶縣軍籍，明朝政治人物。

## 生平
萬曆十九年（1591年）辛卯科應天鄉試舉人，二十六年（1598年）戊戌科進士，吏部觀政，授戶部主事，升戶部郎中。